# Montserrat Soliva Torrentó
Montserrat Soliva Torrentó (Torres de Segre, Lleida, 1943 - Blanes, 15 de setembre de 2019) Doctora en Ciències Químiques. Fou professora de l'Escola Superior d'Agricultura de Barcelona de la Universitat Politècnica de Catalunya.

## Biografia
Montserrat Soliva es va titular en Ciències Químiques per la Universitat de Barcelona, doctorant-se en l'Institut de Biologia Fonamental per la Universitat Autònoma de Barcelona després de treballar 6 anys en el Laboratori Químic-Tèxtil de fibres artificials de la SAFA (Blanes). Va ser professora durant 32 anys de l'Escola Superior d'Agricultura de Barcelona responsable d'assignatures relacionades amb l'Anàlisi Química Agrícola i la Gestió i tractament de residus orgànics. Especialitzada en compostatge i en la caracterització, diagnosi i aplicació al sòl de residus orgànics. Malgrat estar jubilada, va seguir col·laborant amb el grup de Caracterització, Diagnosi i Compostatge de Residus Orgànics de l'Escola Superior d'Agricultura de Barcelona (ESAB-UPC).
Va dirigir més de 150 projectes final de carrera relacionats amb aquests temes, participà en nombrosos projectes de recerca i assessorà a empreses i administracions en temes relacionats amb el tractament de residus. A més, compta amb nombroses publicacions científiques i de divulgació.
La tasca realitzada durant la seva llarga trajectòria investigadora es va centrar primordialment en el compostatge, amb la missió de preservar i millorar el medi ambient, protegir el sòl i incrementar la productivitat agrària. Es considera una de les màximes autoritats estatals en el tema del compostatge.
En 2012 va rebre el premi Medi ambient a la trajectòria investigadora de la Generalitat de Catalunya. D'aquesta manera, se li reconeixia la seva trajectòria professional i personal de més de 36 anys al servei de l'agricultura i la protecció i millora del medi ambient, des de la seva intensa activitat universitària de docència, formació especialitzada, recerca i transferència tecnològica.
Fou filla de Napoleó Soliva Moner, mestre de Blanes.

### Darrers projectes
Entre 2003 i 2010 Montserrat Soliva va formar part de diversos equips i projectes de recerca relacionats amb el compost. Entre 2003 i 2006 va participar en el projecte d'avaluació dels mètodes de compostatge i la qualitat del compost procedent de la matèria orgànica de la recollida selectiva municipal del Servei de Medi ambient de la Diputació de Barcelona. Paral·lelament, també va intervenir en el projecte de caracterització i tipificació de la qualitat del compost produït a Espanya impulsat per l'Institut Geològic i Miner d'Espanya. L'any 2006 va fer una caracterització i diagnosi de mostres de diferents tipus de materials procedents de plantes de compostatge de l'empresa CESPA-Ferrovial. Posteriorment, al 2010, va formar part dels equips responsables dels estudis Compostatge de Residus municipals; control del procés, rendiment i qualitat del producte, editat per l'Agència de Residus de Catalunya, i Procés de compostatge: caracterització de mostres, publicat pel Servei de Medi Ambient de la Diputació de Barcelona.